# Бабенки (Дзержинский район)
Бабенки — деревня в Дзержинском районе Калужской области России. Входит в состав сельского поселения «Село Совхоз Чкаловский».

## География
Деревня находится в центре Калужской области, на расстоянии 24 километров от Калуги и 170 километров от Москвы, в зоне хвойно-широколиственных лесов. Находится на расстоянии 166 метров над уровнем моря.

### Климат
Умеренно-континентальный с выраженными сезонами года: умеренно жаркое и влажное лето, умеренно холодная зима с устойчивым снежным покровом. Средняя температура июля +18 °C, января −9 °C. Теплый период длится в среднем около 220 дней.

### Часовой пояс
Деревня Бабенки, как и вся Калужская область, находится в часовой зоне МСК (московское время). Смещение применяемого времени относительно UTC составляет +3:00.

## Население
| 2002 | 2010 |
| ---- | ---- |
| 4    | →4   |

По данным Всероссийской переписи населения 2010 года в гендерной структуре населения мужчины составляли 53,2 %, женщины — соответственно 46,8 %.
Согласно результатам переписи 2002 года, в национальной структуре населения русские составляли 100 %.